# 287P/Christensen
287P/Christensen est une comète périodique du système solaire, découverte le 30 août 2006 par Eric J. Christensen.